# 醋酸氟孕酮
醋酸氟孕酮（Flurogestone acetate），是一种孕烷类物质。

## 性质
无气味结晶。溶于2.5份氯仿、23份乙醇、100份甲醇，难溶于水。最大吸收波长（甲醇中）238nm（ε17500）。

## 用途
用于生化研究。